# Aconitum yuparense
Aconitum yuparense är en ranunkelväxtart som beskrevs av Hisayoshi Takeda. Aconitum yuparense ingår i släktet stormhattar, och familjen ranunkelväxter. Utöver nominatformen finns också underarten A. y. apoiense.